# Luigi Secchi
Luigi Secchi (Cremona, 25 maggio 1853 – Miazzina, 1921) è stato uno scultore italiano.

## Biografia
Stabilitosi a Milano, prestò la sua opera presso vari scultori, in particolare Pietro Magni. Fu allievo all'Accademia di Brera con il maestro Francesco Barzaghi. Nel 1881 vinse il premio Pensionato Oggioni con le opere Il suonatore di ocarina e Modello in riposo.
Luigi Secchi ebbe una spiccata disposizione per la scultura monumentale. Ricordiamo alcune sue opere di questo tipo: la statua di Giuseppe Verdi a Busseto, il monumento a G. Parini e a Giuseppe Giacosa, il bassorilievo di Umberto I all'entrata del Castello Sforzesco, il busto di Mons. Antonio Maria Ceriani all'Accademia di Brera a Milano, la statua bronzea di Giuseppe Parini (1898) in piazza Cordusio e la statua al pittore Mosè Bianchi in piazza San Pietro martire a Monza.
Nel novembre 2016, al termine dei lavori di riqualificazione di Largo Ghiringhelli, una statua di Giulio Ricordi, opera commissionata a Secchi da amici e dipendenti di Casa Ricordi e inaugurata nel 1922 in via Berchet, è stata ricollocata davanti al Casino Ricordi.

## Galleria d'immagini

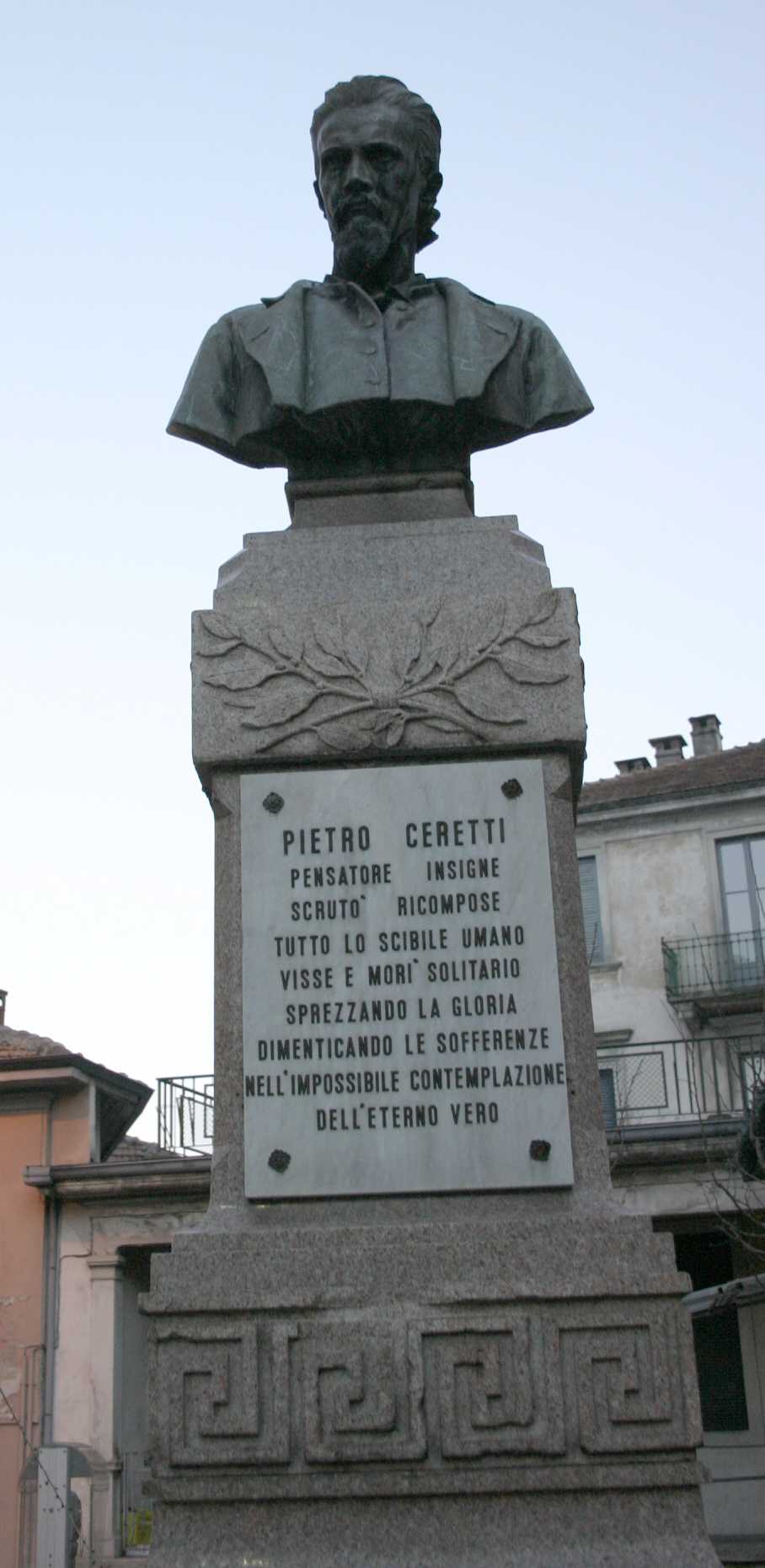
Monumento a Pietro Ceretti a Verbania (1895).
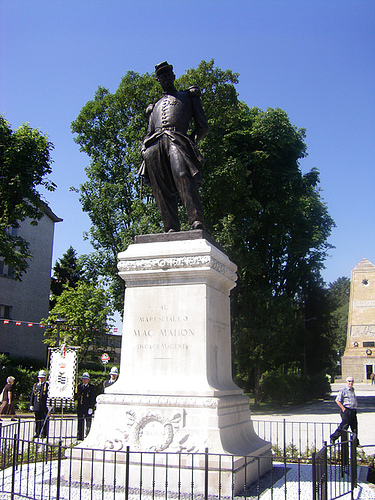
Monumento a Patrice Edme Maurice de Mac Mahon (1895) a Magenta (Italia)
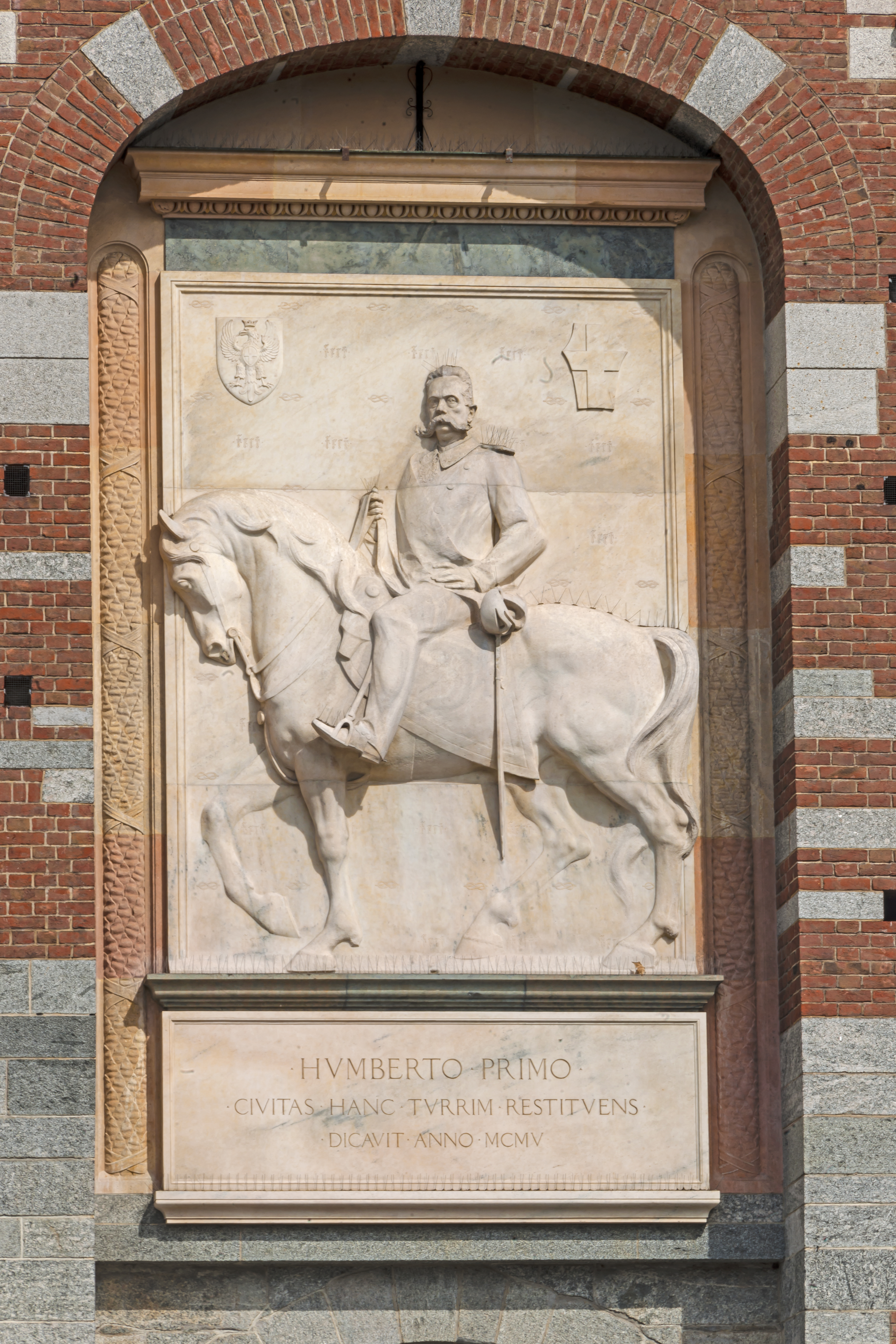
Bassorilievo per Umberto I (1905).
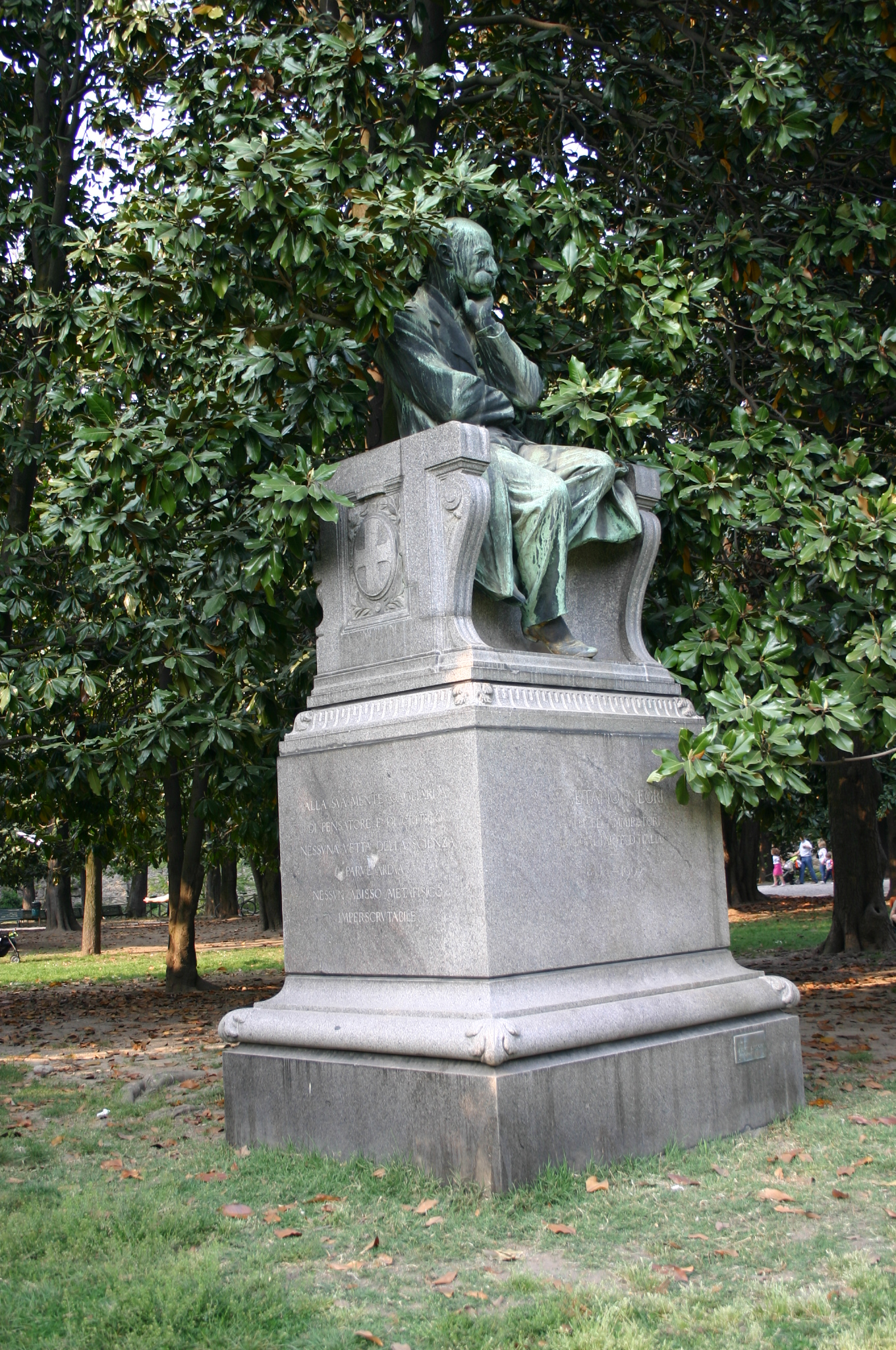
Monumento a Gaetano Negri (1908).
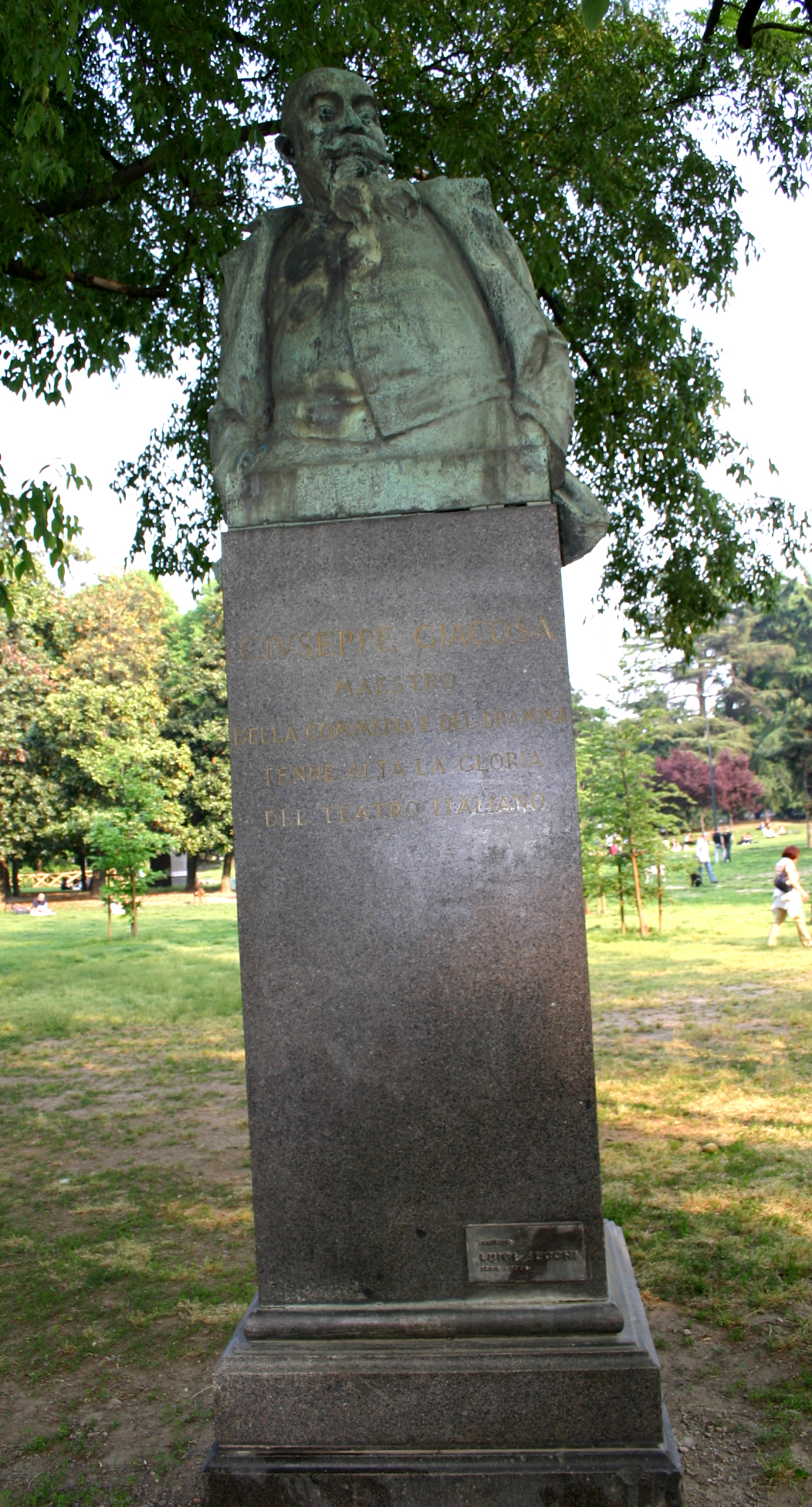
Monumento a Giuseppe Giacosa (1910).
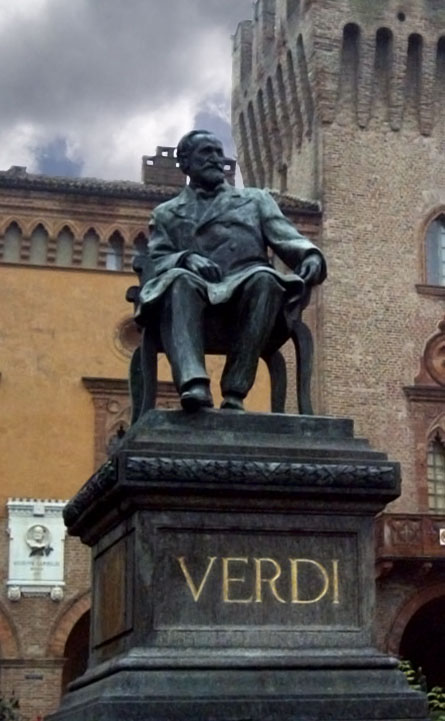
Monumento a Giuseppe Verdi a Busseto.
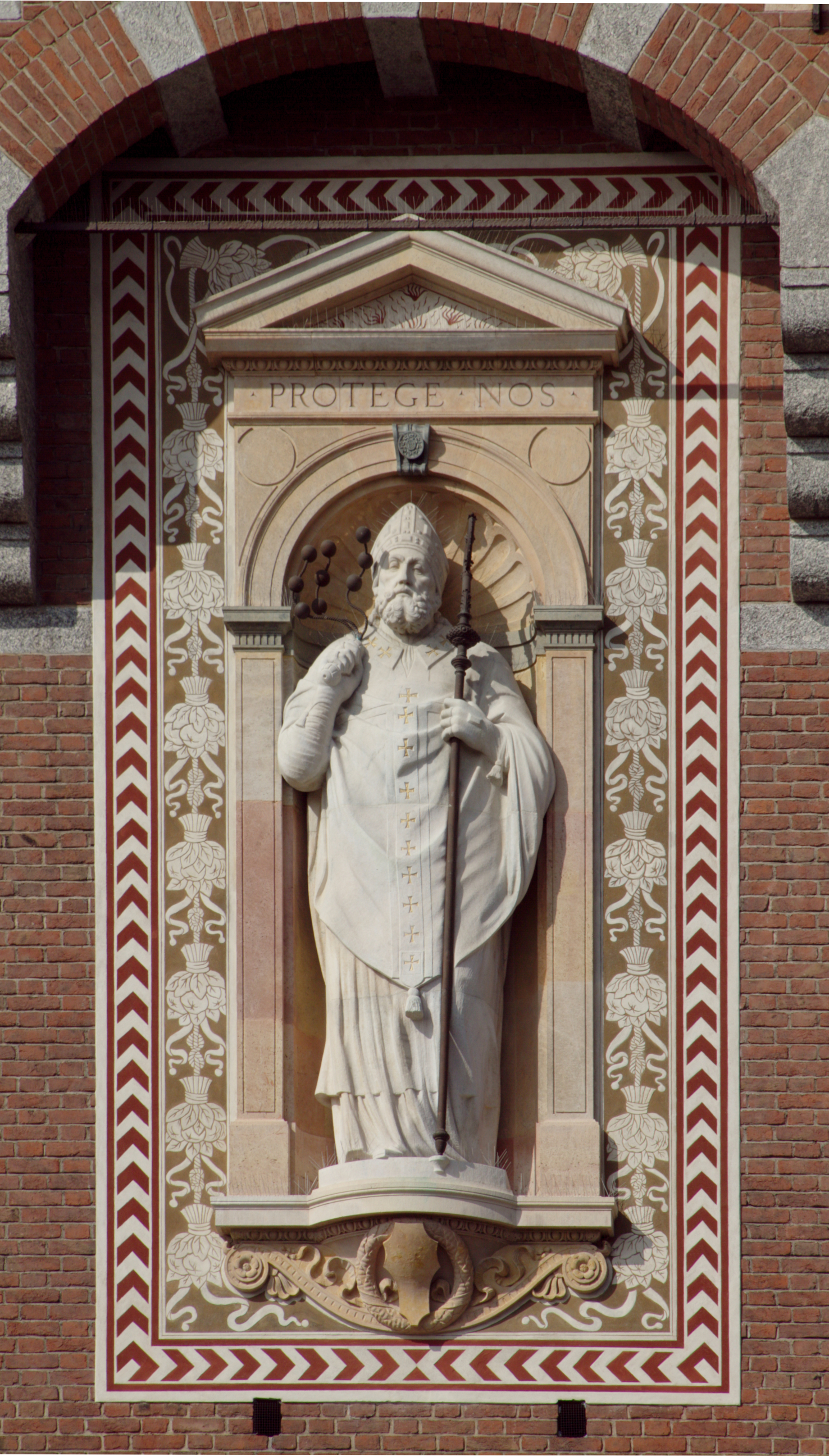
Sant'Ambrogio, Torre del Filarete, Milano.
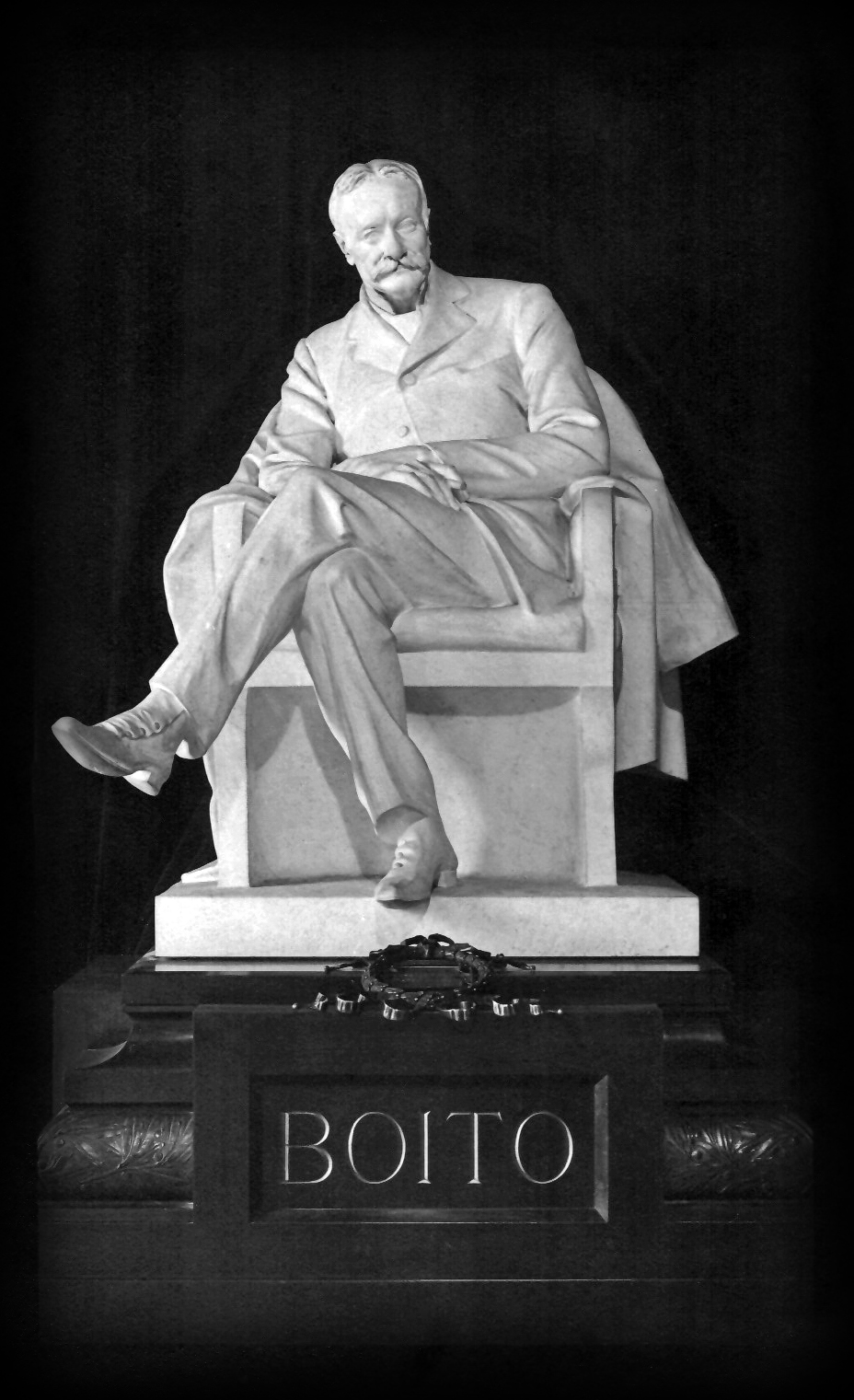
Monumento ad Arrigo Boito nel ridotto del Teatro alla Scala a Milano (postumo, 1923).
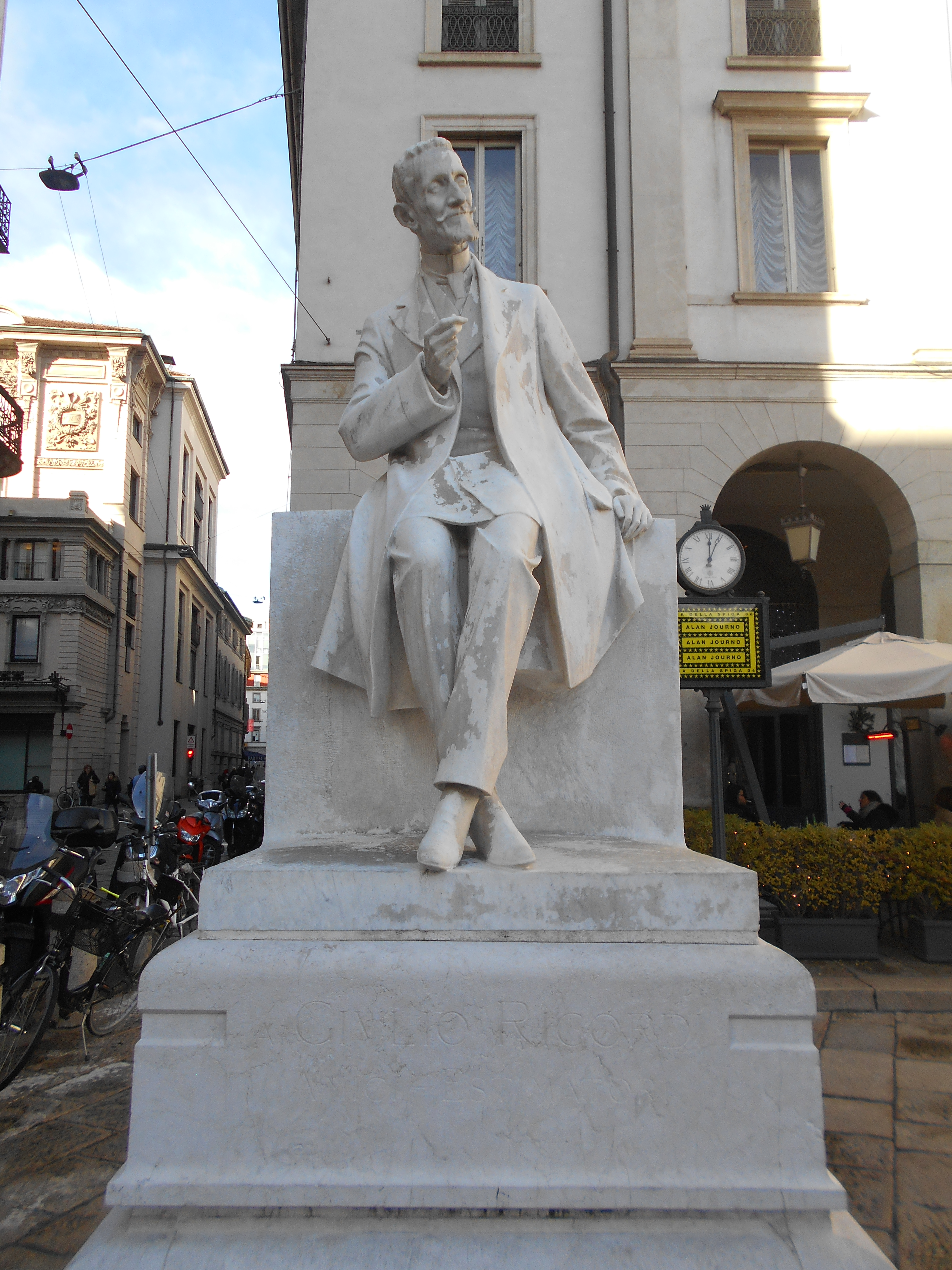
Monumento a Giulio Ricordi a Milano
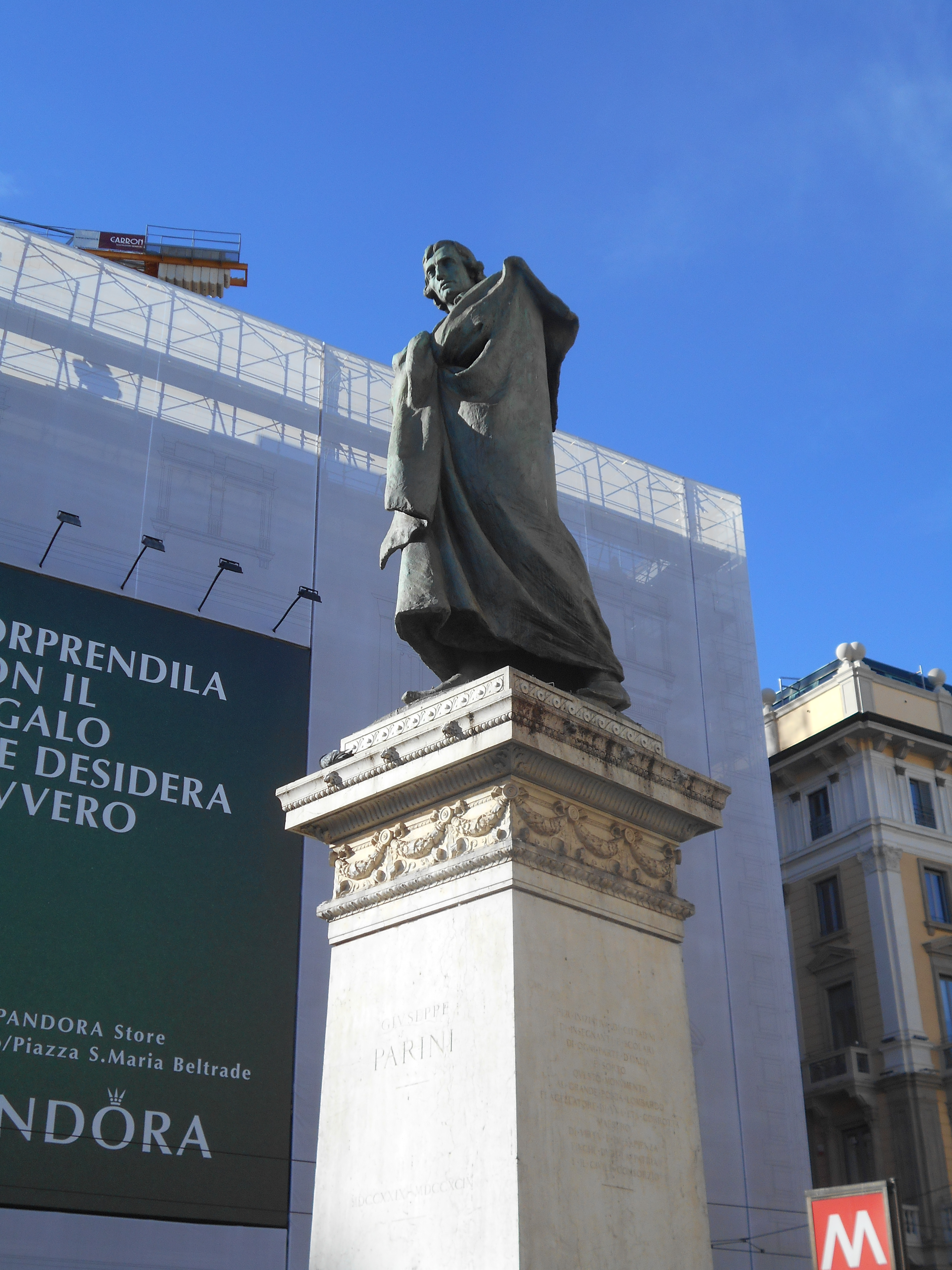
monumento a Giuseppe Parini, Milano